# Kaiserliches Kürassierregiment K 3 (1756)
Das Kürassierregiment K 3 wurde im Jahr 1682 als „Mercy-Cürassiere“ errichtet und 1775 aufgelöst.

## Inhaber
- 1682 Freiherr Peter Ernst von Mercy († 1686, bei Ofen), Feldmarschall-Lieutenant
- 1686 Carl von Lothringen, Prinz von Commercy († 1702, bei Luzzara), Feldmarschall
- 1702 Freiherr Franz Leopold von Falkenstein († 1716, an seiner Verwundung bei Temesvar), General der Kavallerie
- 1717 Prinz Friedrich Ludwig von Württemberg-Winnental († 1734 bei Guastalla), General der Kavallerie
- 1734 Graf Paul Carl Pálffy-Daun von Erdöd († 1774)[1], Feldmarschall
- 1774 Freiherr Georg Heinrich von Rothschütz († 1775), Feldmarschall-Lieutenant, wurde 1775 zweiter Inhaber des Kürassierregiments Maximilian später 8. Dragonerregiment

## Gefechtskalender
Im Großen Türkenkrieg zeichnete es sich am 12. September 1683 beim Entsatz von Wien aus und war 1684 bei der ersten Belagerung von Ofen, 1685 in der Schlacht bei Gran sowie 1686 bei der zweiten Belagerung von Ofen. Im Jahr 1687 erlitt es in der Schlacht bei Mohacz gleich zu Beginn große Verluste, darunter einen Stabsoffizier und 160 Mann. Im Jahr 1688 kämpfte es bei der Belagerung von Belgrad (1688) und im Gefecht bei Fermand in Bosnien. Danach kam es nach Deutschland und nahm 1689 an der Belagerung von Mainz teil. 1691 kam es nach wieder nach Italien und war 1693 in der Schlacht bei Marseille und 1695 bei der Belagerung von Casale. Es marschierte von dort abermals an den Rhein, wo es den dortigen Feldzug mitmachte und war anschließend von 1696 bis 1698 wieder in Ungarn.
Im Spanischen Erbfolgekrieg folgte es 1701 dem Prinzen Eugen nach Italien. Es kämpfte 1702 im Gefecht bei San Vittoria am Fluss Crostolo und in der Schlacht bei Luzzara. Danach kämpfte es 1705 in der Schlacht bei Cassano, 1706 beim Entsatz von Turin. Anschließend wurde er in die Niederlande verlegt, dort stand es 1708 bei der Belagerung von Lille, 1709 bei der Belagerung von Tournay und in der Schlacht bei Malplaquet. Im Jahr 1711 kam es am Rhein und kämpfte 1712 in der Schlacht bei Denain.
Im 6. Türkenkrieg war das Regiment 1716 in der Schlacht von Peterwardein und der Belagerung von Temesvar. Im folgenden Jahr nahm es an der Belagerung von Belgrad und der Schlacht bei Belgrad teil. Im Jahr 1718 hatte es beim Passarowitzer Friedenskongress die Aufwartung.
Im Jahr 1727 kam es in die Niederlande, nahm aber 1734 und 1735 an den Feldzügen in Italien teil. In der Schlacht bei Parma am 29. Juni 1734 mussten die Karabiniers absitzen, um eines Hohlweg zu verteidigen. Im 7. Türkenkrieg war das Regiment dann 1737 bei der Armee in Ungarn. Es kämpfte 1738 vor Belgrad und 1739 in der Schlacht bei Krotzka sowie im Gefecht bei Panczowa.
Im Österreichischen Erbfolgekrieg war das Regiment im Jahr 1741 in Böhmen. Es kämpfte 1742 in der Schlacht bei Chotusitz und bei der Belagerung von Prag (1742). Anschließend kam es zu den Feldzügen 1743 und 1744 zur Armee nach Bayern, am Rhein und in Böhmen. Im Jahr 1745 kämpfte es in den Schlachten bei Hohenfriedberg und Soor.
Im Siebenjährigen Krieg kämpfte das Regiment 1756 in der Schlacht bei Lobositz. Ferner kämpfte es 1757 im Gefecht bei Reichenberg sowie in den Schlachten bei Prag und Leuthen. Es nahm 1758 an der Belagerung von Neisse teil. Im Jahr 1759 kam es zur Armee nach Sachsen. Anschließend kämpfte es 1760 in der Schlacht bei Landeshut, bei der Belagerung von Glatz und in der Schlacht bei Liegnitz. Im folgenden Jahr kam es zunächst nach Schlesien später zur Hauptarmee nach Sachsen. Es kämpfte 1762 in den Gefechten bei Döbeln, bei Teplitz und im Gefecht bei Freiberg.
Nach dem Krieg wurde das Regiment 1775 in Slavonien aufgelöst.

## Uniform
Das Regiment erhielt 1748 weiße Röcke mit roten Aufschläge und weißen Knöpfen, ab 1767 trug es meergrüne Aufschläge und weiße Knöpfe.